# وصفة تمرين
تشير وصفة التمرين عادةً إلى الخطة المحددة للأنشطة المتعلقة باللياقة والتي تُصمم لغرض محدد، وتوضع غالبًا من قبل أخصائي اللياقة البدنية أو إعادة التأهيل وتكون موجهة للعميل أو المريض. نظرًا للاحتياجات والاهتمامات الخاصة والفريدة للعميل/المريض، يجب أن يركز هدف وصفة التمرين على تحفيز الدوافع والتخصيص، ما يساعد في تحقيق الأهداف المطلوبة.

## إحالة المريض
في المملكة المتحدة، يوجد مخطط يسمى «التمرين الموصوف» أو «إحالة التمرين» إذ يمكن للأطباء وصف التمرين للأشخاص الذين يعانون من حالات تستفيد منه، مثل الربو أو الاكتئاب أو السمنة. تهدف المبادرة بشكل خاص إلى خفض معدل الإصابة بأمراض القلب. وضعت وزارة الصحة المعايير الوطنية لمثل هذه المبادرات من قبل الأطباء في عام 2001. يهدف مخطط التمرين الموصوف إلى منع تدهور الحالات، وينظر إلى التمرين كتدبير صحي وقائي. تتوفر دروس اللياقة البدنية أو دورات قاعة التمرينات (النادي الرياضي) المحلية ضمن وصفة طبية وبأسعار مخفضة للأفراد الذين قد يستفيدون منها. تهدف إلى تسهيل اتباع الأفراد لنصيحة أطبائهم حول ممارسة المزيد من التمارين أو إجراءات فقدان الوزن. وتأمل هذه التدابير الوقائية في تحقيق أهداف ادخارية لهيئة الخدمات الصحية الوطنية.
ناقش الباحثون في نيوزيلندا أيضًا فوائد إحالة التمارين من قبل الممارسين الطبيين هناك. في نيوزيلندا، توجد مبادرة تُعرف بالوصفة الخضراء، بينما في الولايات المتحدة، تُعرف مبادرة مماثلة باسم «التمرين هو الدواء». الوصفة الخضراء هي إحالة يقدمها الطبيب أو الممرضة للمريض، تتضمن أهدافًا لممارسة التمرين ونمط الحياة المناسب. يتوازى المصطلح، الذي يستخدمه الأطباء في نيوزيلندا، مع وصفات الأدوية المعتادة المعطاة للمرضى، ويؤكد أهمية ممارسة الرياضة في تحسين حالتهم، دون الاعتماد على الأدوية. تُكتب الوصفة الخضراء بعد مناقشة القضايا والأهداف في الاستشارة. أظهرت الدراسات أن اتباع هذه الطريقة أدى إلى زيادة ممارسة التمارين الرياضية، والشعور بالصحة الجيدة، وانخفاض ضغط الدم. لم يظهر انخفاض في خطر الإصابة بأمراض القلب التاجية.
يحب الأطباء العموميون هذه الفكرة لأنها تضفي صبغة رسمية على ما يقولونه للمريض حول ضرورة تغيير نمط حياتهم.
أشارت الأبحاث في أستراليا إلى أن برنامج وصفة التمرين سيكون مفيدًا للغاية وأن العديد من أخصائيي العلاج الطبيعي في وحدة العناية المركزة يؤدون هذه الممارسة بالفعل، ومع ذلك لا توجد معايير وطنية تحكم كيفية إدارة هذه الممارسة، لذلك يوجد تنوع كبير في الطرق التي تدار بها هذه العملية وبالتالي توجد حاجة لمزيد من الأبحاث.

## في حال أمراض محددة

### الفصال العظمي
تشير الدراسات إلى أن وصفة التمرين تساعد في منع وتقليل آثار اضطرابات المفاصل مثل هشاشة العظام. تشير الأدلة إلى أنه بالإضافة إلى الفوائد الفيزولوجية والنفسية والوظيفية العامة المكتسبة من ممارسة الرياضة، فإن زيادة قوة العضلة رباعية الرؤوس الفخذية لها تأثير مخفف على آلام مفصل الركبة.

### الاكتئاب
تشير مجموعة كبيرة من الأبحاث إلى أن وصفة التمرين لها آثار مفيدة للمرضى الذين يعانون من الاكتئاب. أظهرت إحدى الدراسات تحسنًا كبيرًا لدى مجموعة عشوائية من النساء المصابات بالاضطراب الاكتئابي والمنخرطات في برنامج تدريبي مرتين في الأسبوع مقارنةً مع مجموعة مراقبة مرجعية. يُعتقد أن أسباب هذا التغيير الملحوظ لها جوانب كيميائية حيوية وفيزيولوجية ونفسية اجتماعية.

### الصداع النصفي
على الرغم من أن النشاط البدني الروتيني يمكن أن يكون عاملًا مفاقمًا للصداع النصفي، إلا أن التمارين البدنية تعتبر جزءًا من إستراتيجية غير دوائية للوقاية من الصداع النصفي. يميل مرضى الصداع النصفي إلى ممارسة نشاط بدني أقل بسبب الخوف والحساسية تجاه القلق.

### مرض الشريان المحيطي
يؤدي انسداد أو إغلاق شرايين الأطراف السفلية إلى إعاقة تدفق الدم إلى الساقين ما يؤدي إلى انخفاض كبير في القدرة البدنية. يُنصح بممارسة التمارين الرياضية البديلة كالمشي. يوصى بممارسة التمارين الهوائية مثل تدوير الذراع أو ركوب الدراجات. يجب أن تؤخذ عوامل الخطر لتطور المرض في الاعتبار عند السعي لتحسين القدرة على الحركة. يجب تحديد القدرة الوظيفية قبل بدء برامج التمارين الرياضية.

## =مرض السكري
يزداد عدد الأفراد المصابين بمرض السكري بشكل سريع وتشير الكثير من الأدلة إلى أن هذا يرجع إلى نمط الحياة الذي يفتقر إلى التمارين الرياضية الكافية. تشمل فوائد التمرين تقليل الإجهاد وتقليل خطر الإصابة بأمراض القلب وخفض ضغط الدم وضبط الوزن ومساعدة الأنسولين في السيطرة على مرض السكري. يوصى بممارسة تمارين متوسطة الصعوبة. قد تشمل هذه الأنشطة المشي، والسباحة، والزراعة، وركوب الدراجات أو ممارسة الغولف. يُنصح أيضًا بالأنشطة الثانوية، مثل صعود السلالم بدلاً من استخدام السلم المتحرك/المصعد أو المشي لمسافات قصيرة بدلاً من قيادة السيارة. أجرى الدكتور غيبيل، الذي يعمل في مركز الوقاية من الأمراض المزمنة بجامعة جيمس كوك، دراسة لإثبات زيادة الفوائد الصحية من خلال دمج تمارين أكثر شدة. وذكر أن هذا قد يشمل «الزراعة المكثفة»، ولا يعني بالضرورة الذهاب إلى قاعة التمرينات. تنصح منظمة السكري الأسترالية ب30 دقيقة من التمارين الرياضية يوميًا كهدف مناسب، ويمكن تقسيمها إلى ثلاث جلسات مدة كل منها 10 دقائق خلال اليوم. ومع ذلك، يجب تصميم برامج التدريب وتقديمها من قبل المتخصصين المؤهلين.

## توصيات التمرين
وفقًا لمنظمة علم الرياضة والتمرين الأسترالية، يجب إجراء ما لا يقل عن 210 دقيقة من التمارين معتدلة الشدة أو 125 دقيقة من التمارين الشديدة المكثفة كل أسبوع. وينبغي أن تشمل ممارسة كل من التمارين الهوائية وتمارين المقاومة. للحصول على فوائد صحية أكبر، يجب إجراء التمارين الرياضية بانتظام مع عدم وجود فجوة تتجاوز اليومين بين الدورات التدريبية.

### كبار السن
وجدت الأبحاث أن وجود روتين تمرين مخطط بشكل جيد يمكن أن يفيد كبار السن بشكل كبير. فهو يقلل من مخاطر الإصابة بأمراض القلب التاجية، ومرض السكري ومقاومة الجسم للأنسولين، وارتفاع ضغط الدم والسمنة، بالإضافة إلى تحسينات ملحوظة في كثافة العظام وكتلة العضلات.

## تطوير برنامج التمرين
صُممت وصفة التمرين لتعديل متغيرات برامج التمارين المكثفة لإنشاء التعديلات المطلوبة من قبل الفرد أو الرياضي. في وصفة التمارين الرياضية الهوائية، يُحدد نوع التمرين ومدة التمرين والتكرار. بالنسبة لوصفة تمرين المقاومة، يُحدد نوع التمرين ومدة الجلسة الكلية وفترة الراحة والتكرار والشدة. تعد وصفة تمارين الإطالة وغيرها من الأنشطة الشائعة أيضًا. يمكن تقسيم وصفة التمرين إلى 5 عناصر:
- نوع التمرين أو النشاط (مثل المشي والسباحة وركوب الدراجات)
- كمية العمل المحددة (على سبيل المثال، القياسات بالواط، سرعة المشي)[21]
- مدة وتكرار النشاط أو جلسة التمرين
- إرشادات كثافة التمارين - معدل ضربات القلب المستهدف وتقدير معدل المجهود المُلاحظ[22]
- الاحتياطات المتعلقة بتقويم العظام أو غيرها من الأمور ذات الصلة.